# Teobromin
Teobromin je gorki alkaloid iz kakao biljke. On je prisutan u čokoladi, kao i u brojnim drugim prehrambenim proizvodima, uključujući lišće biljki čaja, i u kola orasima. On pripada metilksantinskoj klasi hemijskih jedinjenja, koja isto tako obuhvata teofilin i kofein. Kofein se razlikuje po tome što je jedna NH grupa teobromina metilisana. Uprkos njegovog imena, ovo jedinjenje ne sadrži brom — teobromin je reč izvedena iz Theobroma, imena roda kakao drveta. Sufiks -in se koristi za imena alkaloida i drugih baznih jedinjenja koja sadrže azot.
Teobromin je malo rastvoran u vodi (330 mg/L), kristalni, gorki prah. Njegova boja je bilo bela ili je bezbojan. On ima slično, ali manje jako dejstvo od kofeina u ljudskom nervnom sistemu. Teobromin je izomer teofilina, kao i paraksantina. Teobromin se klasifikuje kao dimetilni ksantin.

## Literatura
- Bennett, Alan Weinberg; Bealer, Bonnie K. (2002). The World of Caffeine: The Science and Culture of the World's Most Popular Drug. Routledge, New York. ISBN 978-0-415-92723-9.
- Baer, Donald M.; Pinkston, Elsie M. (1997). Environment and Behavior. Westview Press. стр. 200.
- William Marias Malisoff (1943). Dictionary of Bio-Chemistry and Related Subjects. Philosophical Library. стр. 311, 530, 573. B0006AQ0NU.
- Bender, David A.; Bender, Arnold E. (1995). A Dictionary of Food and Nutrition. Oxford: Oxford University Press. ISBN 978-0-19-860961-2.

## Spoljašnje veze
|  | Molimo Vas, obratite pažnju na važno upozorenje u vezi sa temama iz oblasti medicine (zdravlja). |